# Іваничівська селищна територіальна громада
Іваничівська селищна територіальна громада — територіальна громада в Україні, у Володимирському районі Волинської області. Адміністративний центр — селище Іваничі.
Площа громади — 95,62 км², населення — 9656 мешканців (2018).
Утворена 30 червня 2017 року шляхом об'єднання Іваничівської селищної ради та Мишівської, Соснинської сільських рад Іваничівського району. Утворена (затверджена) згідно розпорядження Кабінету Міністрів України від 12 червня 2020 р. № 708-р у такому ж складі.
19 липня 2020 року, в результаті адміністративно-територіальної реформи та ліквідації  Іваничівського району, громада увійшла до новоутвореного Володимир-Волинського району (від 18 липня 2022 Володимирського).

## Населені пункти
До складу громади входять 1 селище (Іваничі) і 8 сіл: Долинка, Древині, Іванівка, Лугове, Менчичі, Мишів, Романівка та Соснина.